# Liste der Biografien/Cory
Liste der Biografien |
Portal Biografien |
Personensuche
# |
A |
B |
C |
D |
E |
F |
G |
H |
I |
J |
K |
L |
M |
N |
O |
P |
Q |
R |
S |
T |
U |
V |
W |
X |
Y |
Z |
?
 
Ca |
Cb |
Cc |
Ce |
Ch |
Ci |
Cj |
Ck |
Cl |
Cm |
Cn |
Co |
Cr |
Cs |
Ct |
Cu |
Cv |
Cw |
Cy |
Cz
 
Coa–Cod |
Coe–Cok |
Col |
Com |
Con |
Coo–Coq |
Cor |
Cos |
Cot |
Cou |
Cov |
Cow |
Cox |
Coy |
Coz
 
Cora |
Corb |
Corc |
Cord |
Core |
Corf |
Corg |
Cori |
Cork |
Corl |
Corm |
Corn |
Coro |
Corp |
Corr |
Cors |
Cort |
Coru |
Corv |
Corw |
Cory |
Corz
Die Liste der Biografien führt alle Personen auf, die in der deutschsprachigen Wikipedia einen Artikel haben. Dieses ist eine Teilliste mit 20 Einträgen von Personen, deren Namen mit den Buchstaben „Cory“ beginnt.

## Cory
- Cory, Annie Sophie (1868–1952), britische Schriftstellerin
- Cory, Charles Barney (1857–1921), US-amerikanischer Ornithologe
- Cory, Evan (* 1997), US-amerikanischer Beachvolleyballspieler
- Cory, Hans (1889–1962), britischer Kolonialangestellter österreichischer Herkunft, Farmer, Sozialanthropologe und Autor
- Cory, Judith A., Maskenbildnerin
- Cory, Kate (1861–1958), US-amerikanische Fotografin, Malerin und Bildhauerin
- Cory, Linda (* 1951), australische Badmintonspielerin
- Cory, Ray (1894–1968), US-amerikanischer Fotograf und Kameramann
- Cory, Ross (* 1957), kanadischer Eishockeyspieler
- Cory, Suzanne (* 1942), australische Molekularbiologin und Immunogenetikerin
- Cory, William Johnson (1823–1892), britischer Dichter und Pädagoge am Eton College

### Corya
- Coryat, Thomas (1577–1617), englischer Reiseschriftsteller

### Coryd
- Corydalleus, Theophilos (1563–1646), griechischer Philosoph der Renaissance
- Corydon, Bjarne (* 1973), dänischer sozialdemokratischer Politiker, Mitglied des Folketing

### Corye
- Coryell, Charles (1912–1971), US-amerikanischer Chemiker und Atomphysiker
- Coryell, Don (1924–2010), US-amerikanischer American-Football-Trainer
- Coryell, Larry (1943–2017), US-amerikanischer JazzgitarristLarry Coryell (1943–2017)

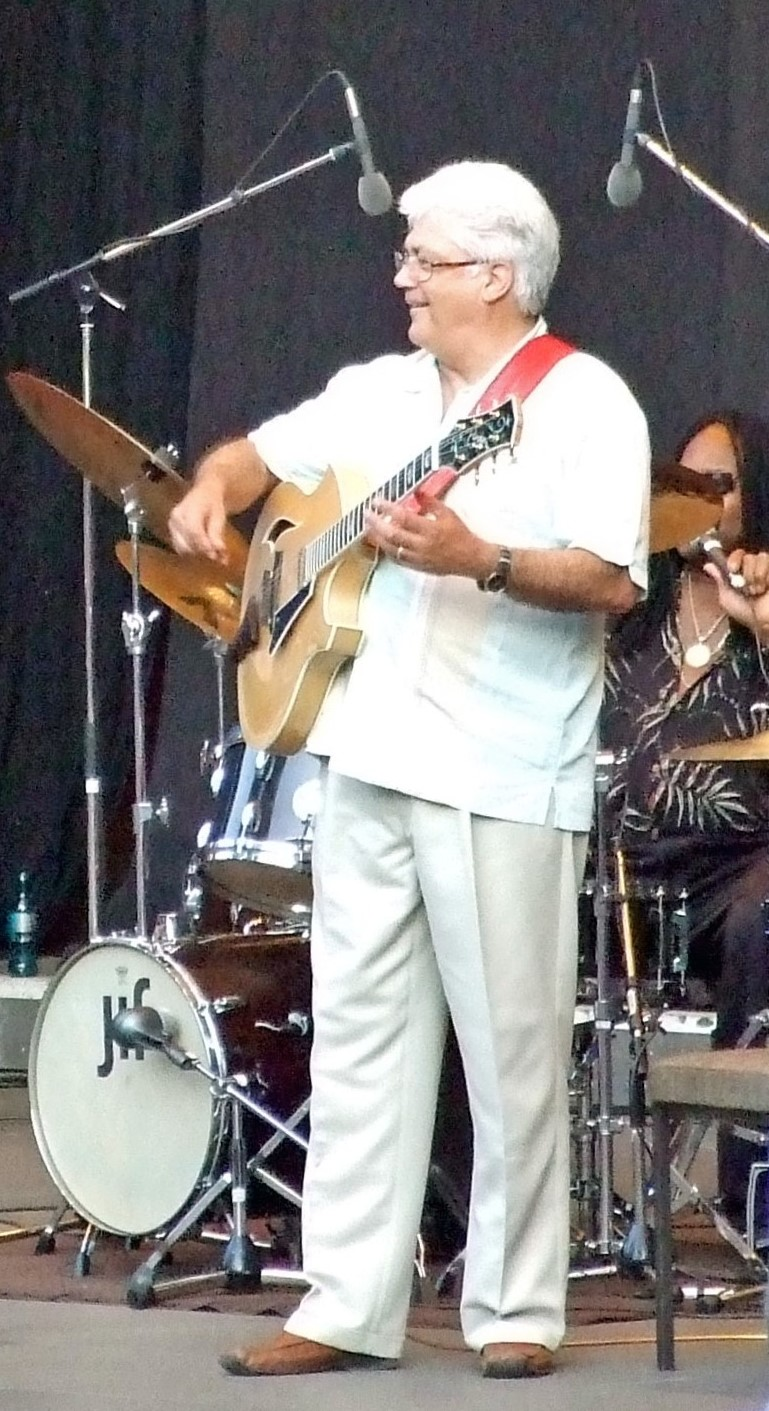
Larry Coryell (1943–2017)

### Coryl
- Coryllis, Peter (1909–1997), deutscher Schriftsteller

### Coryn
- Coryn, Jana (* 1992), belgische Fußballspielerin
- Coryn, Laetitia (* 1984), französische Autorin, Comiczeichnerin, Illustratorin und Synchronsprecherin